# Michelle Forbes
Michelle Renee Forbes Guajardo (Austin, 8 de janeiro de 1965) é uma atriz estadunidense.

## Carreira
Embora também tenha atuado em filmes tanto nos Estados Unidos como no Reino Unido, Michelle é mais conhecida por seus trabalhos em produções para a televisão norte-americana, como na série de ficção científica Star Trek: The Next Generation, durante os anos 90, e nas séries dramáticas In Treatment e True Blood.

## Filmografia

### Televisão
| Ano     | Título                         | Papel                                     | Notas                       |
| ------- | ------------------------------ | ----------------------------------------- | --------------------------- |
| 1987–89 | Guiding Light                  | Dr. Sonni Carrera-Lewis                   | Novela; vários episódios    |
| 1991    | Father Dowling Mysteries       | Gym Instructor                            | 1 episódio                  |
| 1991    | Shannon's Deal                 |                                           | 1 episódio                  |
| 1991    | Star Trek: The Next Generation | Dara                                      | 1 episódio                  |
| 1991–94 | Star Trek: The Next Generation | Ensign / Lt. Ro Laren                     | 8 episódios                 |
| 1994    | Seinfeld                       | Julie                                     | 1 episódio                  |
| 1996    | The Outer Limits               | Jamie Pratt                               | 1 episódio                  |
| 1996    | Homicide: Life on the Street   | Dr. Julianna Cox                          | 32 episódios 1996–1998      |
| 1998    | Brimstone                      | Assistant D.A. Julia Trent                | 1 episódio                  |
| 2000    | The District                   | Helen York                                | 7 episódios                 |
| 2000    | Wonderland                     | Dr. Lyla Garrity                          | 8 episódios                 |
| 2000    | 2001–04                        | Messiah                                   | Susan Metcalfe; 3 histórias |
| 2002    | Strong Medicine                | Assistant District Attorney Jill Sorenson | 2 episódios                 |
| 2002    | Fastlane                       | Lena                                      | 1 episódio                  |
| 2002    | 24                             | Lynne Kresge                              | 18 episódios 2002–2003      |
| 2004    | Love is the Drug               | Reena                                     | 3 episódios                 |
| 2004    | Global Frequency               | Miranda Zero                              |                             |
| 2005    | Alias                          | Dr. Maggie Sinclair                       | 1 episódio                  |
| 2005    | The Inside                     | Zoya Petikof                              | 1 episódio                  |
| 2005–06 | Battlestar Galactica           | Almirante Helena Cain                     | 3 episódios                 |
| 2005–06 | Prison Break                   | Samantha Brinker                          | 7 episódios                 |
| 2006    | Holby City                     | Rhetta Slattery                           | 1 episódio (UK production)  |
| 2006    | Boston Legal                   | Juliette Monroe                           | 1 episódio                  |
| 2007–08 | Waking the Dead                | Sarah                                     | 3 episódios                 |
| 2008    | Lost                           | Karen Decker                              | 1 episódio                  |
| 2008    | In Treatment                   | Kate                                      | 15 episódios                |
| 2008    | True Blood                     | Maryann Forrester                         | 15 episódios                |
| 2009    | Durham County                  | Dr. Pen Verrity                           | 6 episódios                 |
| 2011–12 | The Killing                    | Mitch Larsen                              | 26 episódios                |

#### Telefilmes
| Ano  | Título                      | Papel                     | Notas |
| ---- | --------------------------- | ------------------------- | ----- |
| 1996 | The Prosecutors             | Dist. Atty. Rachel Simone |       |
| 2000 | Homicide: The Movie         | Dr. Julianna Cox          |       |
| 2002 | Johnson County War          | Rory Hammett              |       |
| 2007 | Unthinkable                 | Jamie McDowell            |       |
| 2007 | Battlestar Galactica: Razor | Almirante Helena Cain     |       |